# Sargento Fahur
Gilson Cardoso Fahur (Londrina, 6 de novembro de 1963), mais conhecido como Sargento Fahur, é um policial militar reformado do Estado do Paraná e político brasileiro, filiado ao Partido Social Democrático (PSD) e ex-integrante da Rotam da 4ª Companhia da Polícia Rodoviária Estadual do Paraná (PRE).
Ele se tornou nacionalmente conhecido pelo sucesso nas operações que liderou e também pela linha dura em sua atuação como policial militar rodoviário quando, juntamente com sua equipe, realizou grandes apreensões de entorpecentes que ganharam o noticiário local e nacional. Somado a isso, também se tornou notório por suas declarações enérgicas contra criminosos em entrevistas a reportagens jornalísticas que repercutiram pelas redes sociais, particularmente aquelas contra o narcotráfico. Frequentemente, Sargento Fahur se declara contra a legalização das drogas, a favor da pena de morte e defende o direito da população civil a ter posse e porte de armas.
Em suas páginas no Facebook, ele conta atualmente com mais de 2 milhões de seguidores, além de possuir outras dezenas de milhares no Twitter, Instagram e Youtube. Em suas postagens nas redes sociais, ele costuma publicar frequentes mensagens contra criminosos.

## Biografia e carreira
Gilson Cardoso Fahur nasceu em Londrina, Paraná, em 6 de novembro de 1963. Criado em Maringá,

### 1982–2017: Serviço militar
Gilson iniciou seu serviço militar em 1982, após se formar na escola de soldados da Polícia Militar do Paraná, especializando-se em operações de combate ao narcotráfico e criminalidade nas rodovias estaduais e federais do Paraná e por 35 anos atuou como policial militar rodoviário. Foi integrante da Rotam (Rondas Ostensivas Tático Metropolitanas) da 4ª Companhia da Polícia Rodoviária Estadual do Paraná (PRE), cuja lotação é na cidade de Maringá.
Em junho de 2013, Sargento Fahur e sua equipe foram homenageados pela Câmara Municipal de Vereadores de Maringá pelos serviços prestados à corporação e ao Estado, com a entrega do título Mérito Comunitário e Brasão do Município.
Em 2017, com a aposentadoria compulsória prevista na legislação estadual do Paraná, entrou para a Reserva Remunerada da Polícia Militar do Estado do Paraná, após 35 anos servindo na corporação.

### 2014–presente: Carreira política
Nas eleições de 2014, Sargento Fahur foi candidato a Deputado Federal representando o Estado do Paraná, quando obteve no 50.608 votos (0.89%) e, embora não eleito, tornou-se primeiro suplente na respectiva coligação.
Em maio de 2015, o programa humorístico Pânico na Band apresentou o personagem cômico "Sargento Fagur", em referência ao policial paranaense, sendo interpretado pelo humorista Márvio Lúcio dos Santos Lourenço, o "Carioca". Em abril de 2017 o personagem voltou a aparecer na atração.
Em março de 2018, com pretensões a uma cadeira na Câmara dos Deputados, filiou-se ao Partido Social Democrático (PSD). Inicialmente, era previsto que Fahur se filiasse ao Partido Social Liberal (PSL), mas, segundo Fahur, essa opção foi vetada por dirigentes deste partido por razões de estratégia eleitoral, o que fez então a sua escolha recair sobre o PSD, partido liderado no Paraná por Ratinho Junior, embora o sargento da reserva continue a apoiar o Presidente da República eleito, Jair Bolsonaro.
Em outubro de 2018 foi eleito deputado federal pelo estado do Paraná. Foi o candidato mais votado para o cargo naquele estado, com 314.963 votos.

## Condecorações
- Título de Mérito Comunitário e Brasão do Município (Câmara Municipal de Maringá) (2013)[8]